# 小托馬·波波夫
小托馬·波波夫（法語：Toma Junior Popov，1998年9月29日—），法國男子羽毛球運動員。他的弟弟克里斯托·波波夫也是羽球運動員。

## 簡歷
七歲起隨身為教練的父親接觸羽球。
2016年6月，波波夫出戰拉脫維亞羽毛球國際賽男子單打項目，在決賽中以2-0的成績（21-14、21-14）擊敗芬蘭選手卡斯帕·莱希科伊宁，奪得男子單打生涯中首個國際賽冠軍。
2017年4月，波波夫代表法國參加在米卢斯舉行的歐洲青年羽毛球錦標賽。在率先進行的團體賽中，波波夫作為隊伍的主力之一，最終助東道主法國隊贏得冠軍。在其後進行的個人賽中，波波夫分別以頭號種子身分出戰男子單打和男子雙打項目。在男單項目中，他先在準決賽中以2比0（21-12、21-18）擊敗14號種子的英格蘭選手晉級，在決賽中再以2比0（21-14、21-15）擊敗了同樣來自法國兼2號種子的阿諾·梅克爾，奪得冠軍，並成為首位贏得歐洲青年羽毛球錦標賽男子單打冠軍的法國選手。在男子雙打項目方面，波波夫與汤姆·吉凯尔的組合也順利打入決賽，並在決賽中以2比0（21-17、21-13）擊敗了英格蘭的馬克斯·弗林/卡勒姆·亨明組合，赢得冠軍。波波夫在本次賽事中同時奪得混合團體、男子單打及男子雙打三項冠軍，成為繼彼得·盖德、吉姆·勞格森及托馬斯·施蒂爾-勞里森等名將後，第四位在歐青賽取得三冠的男選手。

## 主要比賽成績
只列出曾進入準決賽的國際賽事成績：
| 年份   | 賽事                       | 公開賽級別 | 項目     | 拍檔            | 成績   |
| ------ | -------------------------- | ---------- | -------- | --------------- | ------ |
| 2014年 | 保加利亞羽毛球公開賽       | 國際系列賽 | 男子雙打 | 托馬斯·瓦茲     | 冠軍   |
| 2014年 | 保加利亞羽毛球公開賽       | 國際系列賽 | 混合雙打 | 耶尔·瓦约       | 準決賽 |
| 2015年 | 歐洲青年羽毛球錦標賽       | 其他       | 混合團體 | －              | 季軍   |
| 2015年 | 歐洲青年羽毛球錦標賽       | 其他       | 男子單打 | －              | 季軍   |
| 2015年 | 里加羽毛球國際賽           | 未來系列賽 | 男子雙打 | 罗南·格甘       | 準決賽 |
| 2016年 | 歐洲男子羽毛球團體錦標賽   | 其他       | 男子團體 | －              | 亞軍   |
| 2016年 | 拉脫維亞羽毛球國際賽       | 未來系列賽 | 男子單打 | －              | 冠軍   |
| 2017年 | 歐洲青年羽毛球錦標賽       | 其他       | 混合團體 | －              | 冠軍   |
| 2017年 | 歐洲青年羽毛球錦標賽       | 其他       | 男子單打 | －              | 冠軍   |
| 2017年 | 歐洲青年羽毛球錦標賽       | 其他       | 男子雙打 | 汤姆·吉凯尔     | 冠軍   |
| 2018年 | 歐洲羽毛球男子團體錦標賽   | 其他       | 男子團體 | －              | 季軍   |
| 2018年 | 希臘羽毛球國際賽           | 未來系列賽 | 男子單打 | －              | 冠軍   |
| 2018年 | 拉脫維亞羽毛球國際賽       | 未來系列賽 | 男子單打 | －              | 冠軍   |
| 2018年 | 拉脫維亞羽毛球國際賽       | 未來系列賽 | 男子雙打 | 克里斯托·波波夫 | 準決賽 |
| 2018年 | 西班牙羽毛球國際賽         | 國際挑戰賽 | 男子單打 | －              | 冠軍   |
| 2018年 | 地中海運動會羽毛球比賽     | 其他       | 男子單打 | －              | 銅牌   |
| 2018年 | 保加利亞羽毛球公開賽       | 國際系列賽 | 男子單打 | －              | 冠軍   |
| 2018年 | 保加利亞羽毛球公開賽       | 國際系列賽 | 男子雙打 | 克里斯托·波波夫 | 冠軍   |
| 2018年 | 捷克羽毛球公開賽           | 國際挑戰賽 | 男子單打 | －              | 冠軍   |
| 2018年 | 荷蘭羽毛球公開賽           | 超級100賽  | 男子單打 | －              | 準決賽 |
| 2018年 | 薩洛盧羽毛球公開賽         | 超級100賽  | 男子單打 | －              | 準決賽 |
| 2019年 | 保加利亞羽毛球公開賽       | 國際系列賽 | 男子單打 | －              | 冠軍   |
| 2019年 | 愛爾蘭羽毛球公開賽         | 國際挑戰賽 | 男子單打 | －              | 冠軍   |
| 2019年 | 意大利羽毛球國際賽         | 國際挑戰賽 | 男子單打 | －              | 準決賽 |
| 2019年 | 意大利羽毛球國際賽         | 國際挑戰賽 | 男子雙打 | 克里斯托·波波夫 | 亞軍   |
| 2020年 | 歐洲羽毛球男女子團體錦標賽 | 其他       | 男子團體 | －              | 季軍   |
| 2020年 | 薩洛盧羽毛球公開賽         | 超級100賽  | 男子單打 | －              | 冠軍   |
| 2021年 | 歐洲羽毛球混合團體錦標賽   | 其他       | 混合團體 | －              | 亞軍   |
| 2021年 | 奧爾良羽毛球大師賽         | 超級100賽  | 男子單打 | －              | 冠軍   |
| 2021年 | 西班牙羽毛球大師賽         | 超級300賽  | 男子單打 | －              | 冠軍   |
| 2021年 | 西班牙羽毛球大師賽         | 超級300賽  | 男子雙打 | 克里斯托·波波夫 | 準決賽 |
| 2022年 | 奧爾良羽毛球大師賽         | 超級100賽  | 男子單打 | －              | 冠軍   |
| 2022年 | 歐洲羽毛球錦標賽           | 其他       | 男子單打 | －              | 季軍   |
| 2022年 | 海洛羽球公開賽             | 超級300賽  | 男子單打 | －              | 準決賽 |
| 2023年 | 欧洲羽毛球混合团体锦标赛   | 其他       | 混合團體 | －              | 亞軍   |
| 2023年 | 西班牙馬德里羽球大師賽     | 超級300賽  | 男子單打 | －              | 準決賽 |
| 2023年 | 泰國羽毛球公開賽           | 超級500賽  | 男子單打 | －              | 準決賽 |
| 2023年 | 歐洲運動會羽毛球比賽       | 其他       | 男子單打 | －              | 銅牌   |
| 2023年 | 歐洲運動會羽毛球比賽       | 其他       | 男子雙打 | 克里斯托·波波夫 | 銅牌   |
| 2023年 | 海洛羽毛球公開賽           | 超級300賽  | 男子單打 | －              | 準決賽 |
| 2024年 | 歐洲羽毛球男女子團體錦標賽 | 其他       | 男子團體 | －              | 亞軍   |
| 2024年 | 西班牙馬德里羽毛球大師賽   | 超級300賽  | 男子單打 | －              | 亞軍   |
| 2024年 | 西班牙馬德里羽毛球大師賽   | 超級300賽  | 男子雙打 | 克里斯托·波波夫 | 準決賽 |
| 2024年 | 歐洲羽毛球錦標賽           | 其他       | 男子單打 | －              | 亞軍   |
| 2024年 | 海洛羽毛球大師賽           | 超級300賽  | 男子單打 | －              | 亞軍   |
| 2024年 | 海洛羽毛球大師賽           | 超級300賽  | 男子雙打 | 克里斯托·波波夫 | 準決賽 |
| 2025年 | 歐洲羽毛球混合團體錦標賽   | 其他       | 混合團体 | －              | 亞軍   |
| 2025年 | 德國羽毛球公開賽           | 超級300賽  | 男子單打 | －              | 準決賽 |
| 2025年 | 德國羽毛球公開賽           | 超級300賽  | 男子雙打 | 克里斯托·波波夫 | 亞軍   |
| 2025年 | 歐洲羽毛球錦標賽           | 其他       | 男子單打 | －              | 亞軍   |
| 2025年 | 歐洲羽毛球錦標賽           | 其他       | 男子雙打 | 克里斯托·波波夫 | 冠軍   |

| 2007-2017年 | 首要超級賽 | 超級賽 | 黃金大獎賽 | 大獎賽 | 國際挑戰賽 | 國際系列賽 | 未來系列賽 | 其他 |

| 2018-2026年 | 總決賽 | 超級1000賽 | 超級750賽 | 超級500賽 | 超級300賽 | 超級100賽 | 國際挑戰賽 | 國際系列賽 | 未來系列賽 | 其他 |

### 奧運會和世錦賽參賽紀錄
|          | 搭檔            | 2021  | 2022 | 2023 | 2024       |
| -------- | --------------- | ----- | ---- | ---- | ---------- |
| 男子單打 | －              | 64強1 | 64強 | 32強 | 16強       |
|          |                 |       |      |      |            |
| 男子雙打 | 克里斯托·波波夫 | 64強1 | 64強 | 32強 | 小組第三名 |

- ^  注解1：退賽